# دان وتون
دان وتون (بالإنجليزية: Dan Wootton)‏ هو صحفي ومقدم تلفزيوني نيوزلندي، ولد في 2 مارس 1983 في لور هوت في نيوزيلندا.

## وصلات خارجية
- دان وتون على موقع IMDb (الإنجليزية)
- دان وتون على موقع ميوزك برينز (الإنجليزية)